# Serafino Famà
(Serafino Famà)
Serafino Famà (Misterbianco, 3 aprile 1938 – Catania, 9 novembre 1995) è stato un avvocato italiano, vittima della mafia.

## Biografia
Serafino Famà era un noto avvocato penalista, ucciso all'età di 57 anni nella città di Catania.

## L'assassinio
La sera dell'8 novembre 1995, alle 21 circa, Serafino Famà e il collega Michele Ragonese escono dallo studio e, all'angolo tra viale Raffaello Sanzio e via Oliveto Scammacca, a Catania vengono esplosi sei colpi di pistola calibro 7,65 che colpiscono l'avvocato Famà.
La vittima dell'agguato si accascia al suolo e muore alle 21:20 circa, dopo una inutile corsa in ambulanza al Pronto Soccorso dell'ospedale Garibaldi.

## Le indagini e i processi
Per circa un anno e mezzo le indagini non conducono a piste investigative concrete, sino al 6 marzo 1997, quando Alfio Giuffrida, affiliato e reggente del clan mafioso Laudani, manifesta la sua intenzione di collaborare con la giustizia.
In base alla prima ricostruzione, Giuseppe Di Giacomo (reggente del clan Laudani) è il mandante che, dal carcere, ordina l'omicidio agli esecutori materiali Salvatore Catti e Salvatore Torrisi, mentre lo stesso Giuffrida e Fulvio Amante osservano la scena da un'automobile. 
Il 16 marzo del 1998 il GUP del Tribunale di Catania dispone il rinvio a giudizio per loro e per altre quattro persone, accusate di omicidio volontario pluriaggravato, porto e detenzione illegali di arma da fuoco e ricettazione.
Di Giacomo era stato arrestato negli anni precedenti mentre si trovava a letto con Stella Corrado, moglie di suo cognato Matteo Di Mauro. L'infedeltà di Di Giacomo e della Corrado avrebbe potuto causare ripercussioni all'interno del clan e per questo motivo Di Giacomo aveva programmato l'omicidio della donna: intento non realizzato poiché lo stesso era stato arrestato prima di poterlo portare a compimento.
A quel punto l'uomo sperava che la sua amante lo scagionasse durante una deposizione che avrebbe dovuto rendere al Tribunale di Catania in un processo a carico di Di Mauro, difeso dall'avvocato Famà. Ma Famà aveva consigliato alla donna di astenersi dal fare qualunque dichiarazione, e lei aveva accettato il consiglio del legale.
Questo suggerimento è costato la vita all'avvocato Serafino Famà, nella sentenza si legge: «La mancata deposizione della Corrado, certamente conseguente all'intervento dell'avvocato Famà, era stata vista dal Di Giacomo come la causa diretta della irrealizzabilità del proprio scopo, ovvero la scarcerazione».
I giudici, nelle motivazioni della sentenza di colpevolezza a carico degli imputati, pronunciata il 4 novembre 1999, scrivono: «Le risultanze processuali pertanto, per come sopra evidenziato, hanno dimostrato che il movente dell'omicidio in esame va individuato esclusivamente nel corretto esercizio dell'attività professionale espletata dall'avvocato Famà».
Catti, Amante, Di Mauro, Di Giacomo, Fichera, Gangi e Torrisi gli esecutori e gli autisti sono stati condannati all'ergastolo. Al collaboratore di giustizia Alfio Giuffrida e a Giuffrida Alfio Lucio è stata comminata la pena di diciotto anni di reclusione.

## Memoria
In memoria di Serafino Famà nel dicembre 1995, ad un mese dal tragico episodio, l'amministrazione comunale di Catania pose una targa in piazzale Sanzio, luogo dell'assassinio. Rimossa da ignoti nel 2009, fu successivamente ricollocata il 3 aprile 2011.
A Serafino Famà è inoltre intitolata la Camera Penale di Catania istitutrice, inoltre, del "Premio biennale Avvocato Serafino Famà" per il miglior atto giudiziario, in memoria "dell'Avvocato Serafino Famà, del Suo Sacrificio e della Sua dedizione alla toga".
Il 18 luglio 2011 nel comune di Borgo Sabotino, in provincia di Latina, è inaugurato il "Villaggio della legalità" intitolato a Serafino Famà. Un raid notturno di stampo mafioso, tra il 21 e il 22 ottobre dello stesso anno, distrugge gli interni e i complementi della struttura. Nella tarda serata del primo dell'anno del 2013, si verifica un nuovo atto intimidatorio, dove ignoti appiccano il fuoco su entrambi i lati della tendostruttura, distruggendo parte del telone esterno e annerendo anche pareti interne. Un ennesimo episodio vandalico avviene nei primi giorni di agosto dello stesso anno.

Nel 2013 viene prodotto da Libera. Associazioni, nomi e numeri contro le mafie il cortometraggio-documentario "Tra due fuochi. Serafino Famà, storia di un avvocato" dei registi Flavia Famà, figlia dell'avvocato, e Simone Mercurio.
L'8 aprile 2012 nella città di Catania viene intitolato a Serafino Famà un piazzale sito tra viale Raffaello Sanzio e via Oliveto Scammacca in prossimità del luogo dell'omicidio.
In occasione del ventennale ha visto la partecipazione del Ministro della giustizia Andrea Orlando, del sindaco Enzo Bianco, del Presidente della Camera Penale Enrico Trantino, del Presidente della Commissione Antimafia regionale Nello Musumeci, Carlo Caponcello, Sostituto Procuratore Nazionale Antimafia, Beniamino Migliucci, Presidente dell'Unione delle camere penali, il past president l'avvocato Valerio Spigarelli.
L'8 novembre 2016, a 21 anni dall'assassinio, viene inaugurato un giardino in sua memoria, nel piazzale dove venne ucciso.
A Catania c'è anche una strada, via Avv. Serafino Famà, a lui dedicata.
Serafino Famà è ricordato ogni anno il 21 marzo nella Giornata della Memoria e dell'Impegno di Libera, la rete di associazioni contro le mafie, che in questa data legge il lungo elenco dei nomi delle vittime di mafia e fenomeni mafiosi.
Grazie all'incontro con Libera i figli Fabrizio e Flavia, all'epoca rispettivamente di venti e tredici anni, hanno deciso di impegnarsi in prima persona per costruire memoria, trasformando il loro dolore personale in impegno.

## Eventi
Sabato 15 ottobre 2016 presso la Sala Auditorium - Camera di Commercio di Livorno si è svolto il convegno: La differenza tra ESSERE AVVOCATO e FARE L’AVVOCATO, in ricordo di Serafino Famà, con l'Avv. Enrico Trantino, l'Avv. Vito Vannucci, l'Avv. Valter Maccioni, l'Avv. Marco Talini e Flavia Famà.